# ローランの歌

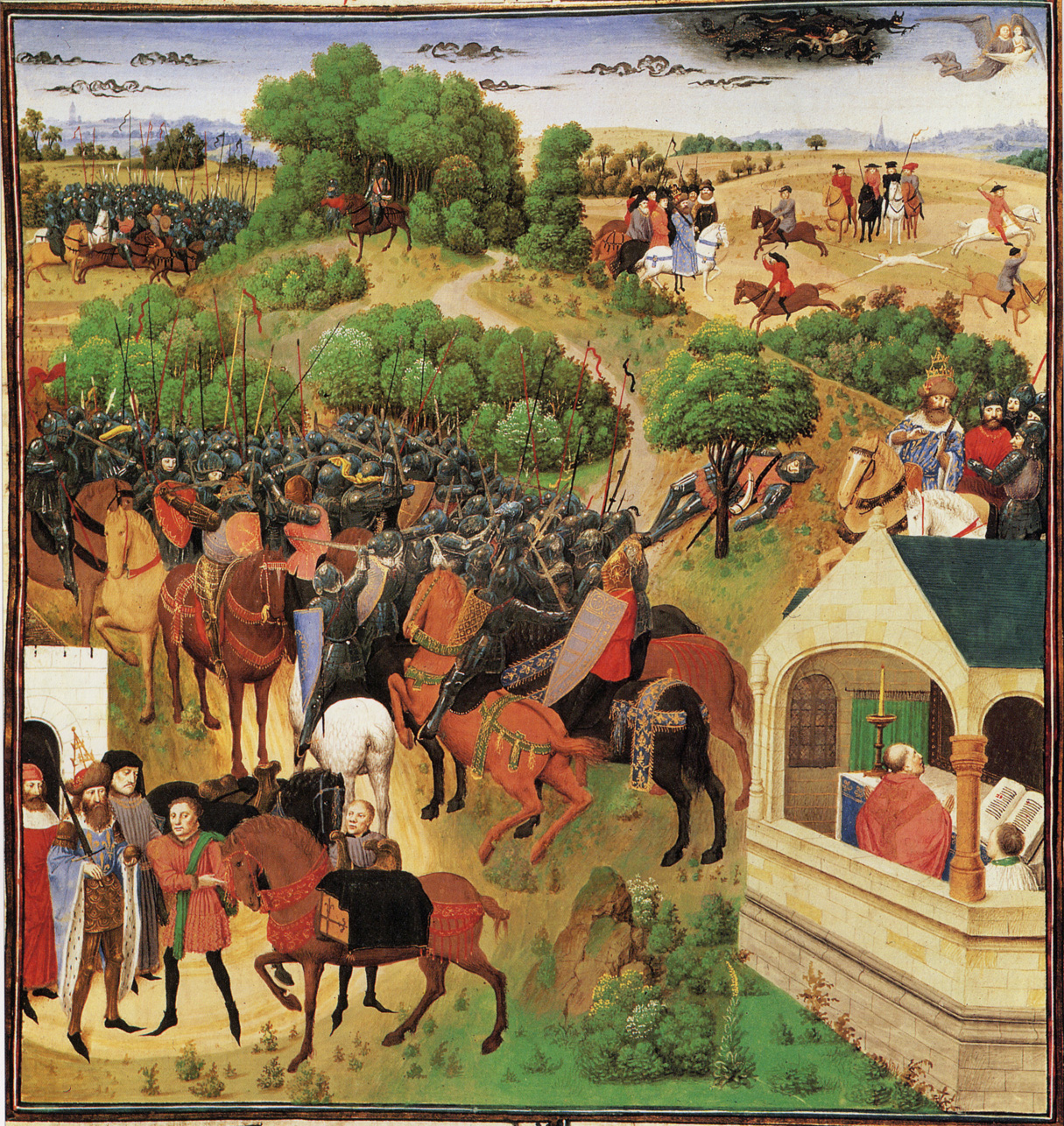
『ローランの歌』はフランス最古の叙事詩である。

『ローランの歌』（（ローランのうた）または『ロランの歌』、仏: La Chanson de Roland）は、11世紀成立の古フランス語叙事詩（武勲詩）である。

## 概要
『ローランの歌』は、シャルルマーニュの甥であるローランを称える、約4000行の韻文十音綴から成る叙事詩である。ノルマンディ地方で用いられたアングロ＝ノルマン方言の、古フランス語を用いて書かれている。レコンキスタの初期の戦いともいえる、シャルルマーニュ率いるフランク王国とイベリア半島のイスラム帝国の戦い（ロンスヴォーの戦い）を描いた物語である。成立年は諸説があるが、11世紀末ごろとされている。現存する最も古いものは、1170年ごろに書かれたオクスフォード写本である。写本は、オクスフォード本以外にも14世紀ごろのフランコ・プロヴァンサル語のヴェニス本、12世紀前半のドイツ語のコンラッド本など、複数のものが存在している。一定でない長さのスタンザ（節）で書かれ、類韻と呼ばれる、母音だけの押韻でつながれている。この技巧的な表現を、他言語で効果的に再現するのは不可能で、現代の英語訳の翻訳者も、ほぼ一番近いと思える同義語を当てはめている。
もともとは、ローランを支持するブリトン人が歌っていたといわれているが、その後メーヌに、アンジューに、ノルマンディーに広まり、国家規模で歌われるようになって行った。『シャンソン・ド・ジェスト』のように、フランスの偉大なる英雄をたたえる詩としては最初のもので、愛国歌の先駆的存在ともいえる。

## 作者について

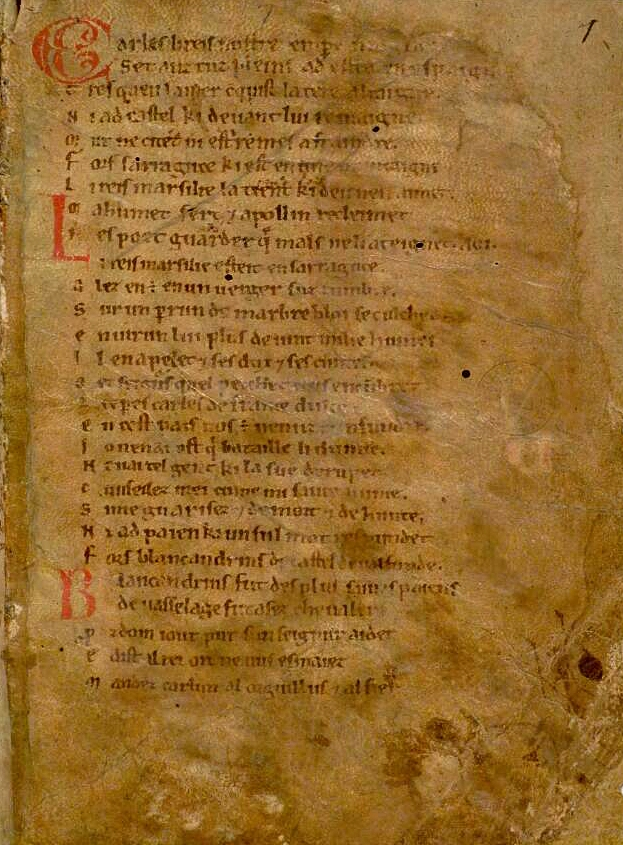
オクスフォード写本。最終詞句に登場するTuroldus（テュロルド）が作者であるとされている。

『ローランの歌』は初め、ロンスヴォーの戦いの直後に、ゲルマン民族の中から自然発生的に作られていったと思われていた。19世紀後半には、ガストン・パリスが、そうやってできていった歌謡が数世紀を経て受け継がれ、11世紀頃に現在の形になったのではないかという説を発表している。
それに対し、ジョゼフ・ベディエは、アーサー王伝説などと同様に、英雄の墓や、ローランの角笛だと伝えられている笛、ローランが愛剣デュランダルを叩き付けたといわれる岩などの、地域伝承を元に、11世紀になって、テュロルドというフランスの詩人が一人で作り上げた物だという説を発表した。この発表は学会に大きな反響をもたらしたが、後にパリスたちのいう歌謡に関する資料が発見されたり、歴史家たちから批判が出たりしている。テュロルド説に関して言えば、一番古い手書本は12世紀前半のものといわれる。これはオックスフォード大学に所蔵されており、「テュロルデュス（テュロルド）撰ぜし武勲の書、ここに終わる」とあって、末尾に撰者の署名もある。これに従えば、かつてのラテン語の記録を、聖職者たちがまとめ、伝承にならって作ったものと考えられる。

## あらすじ

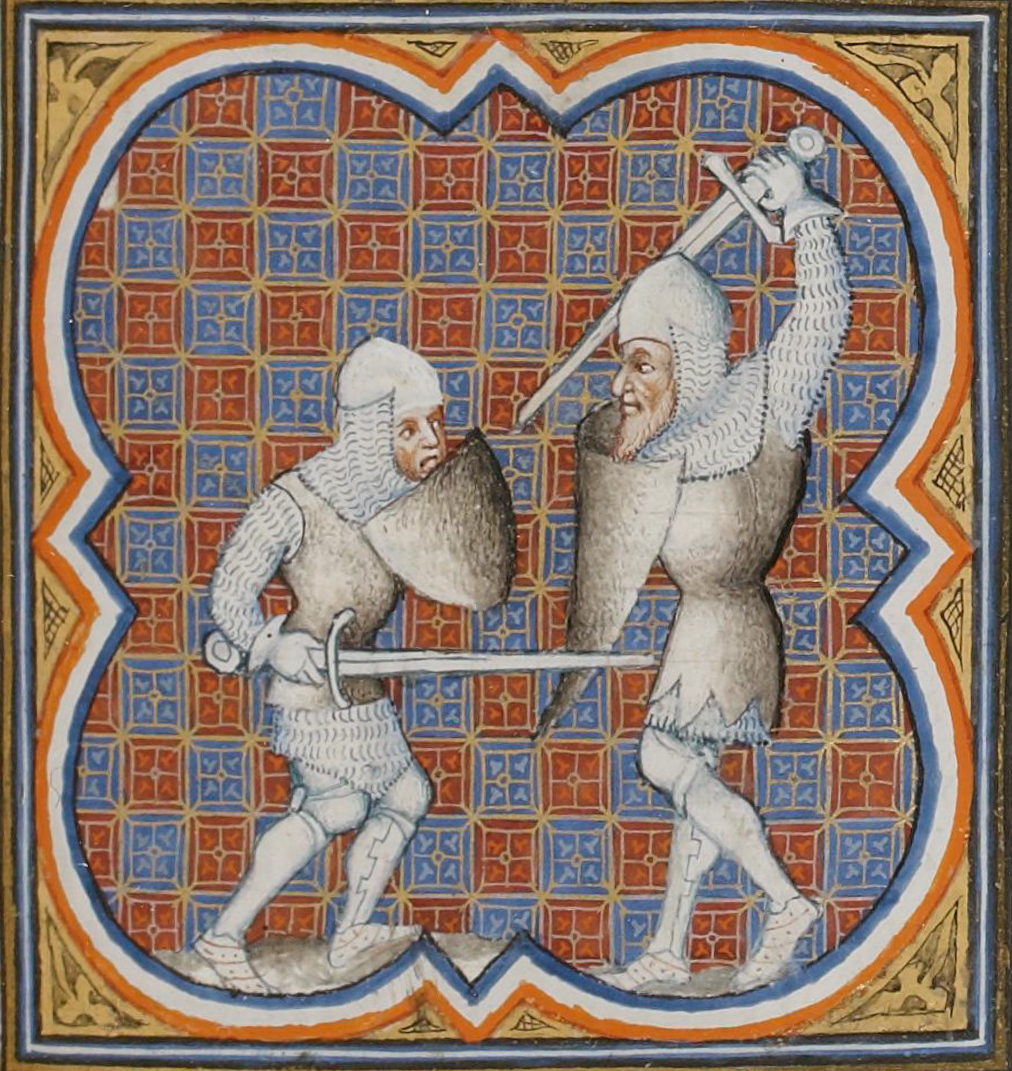
サラセンと戦闘するローラン。

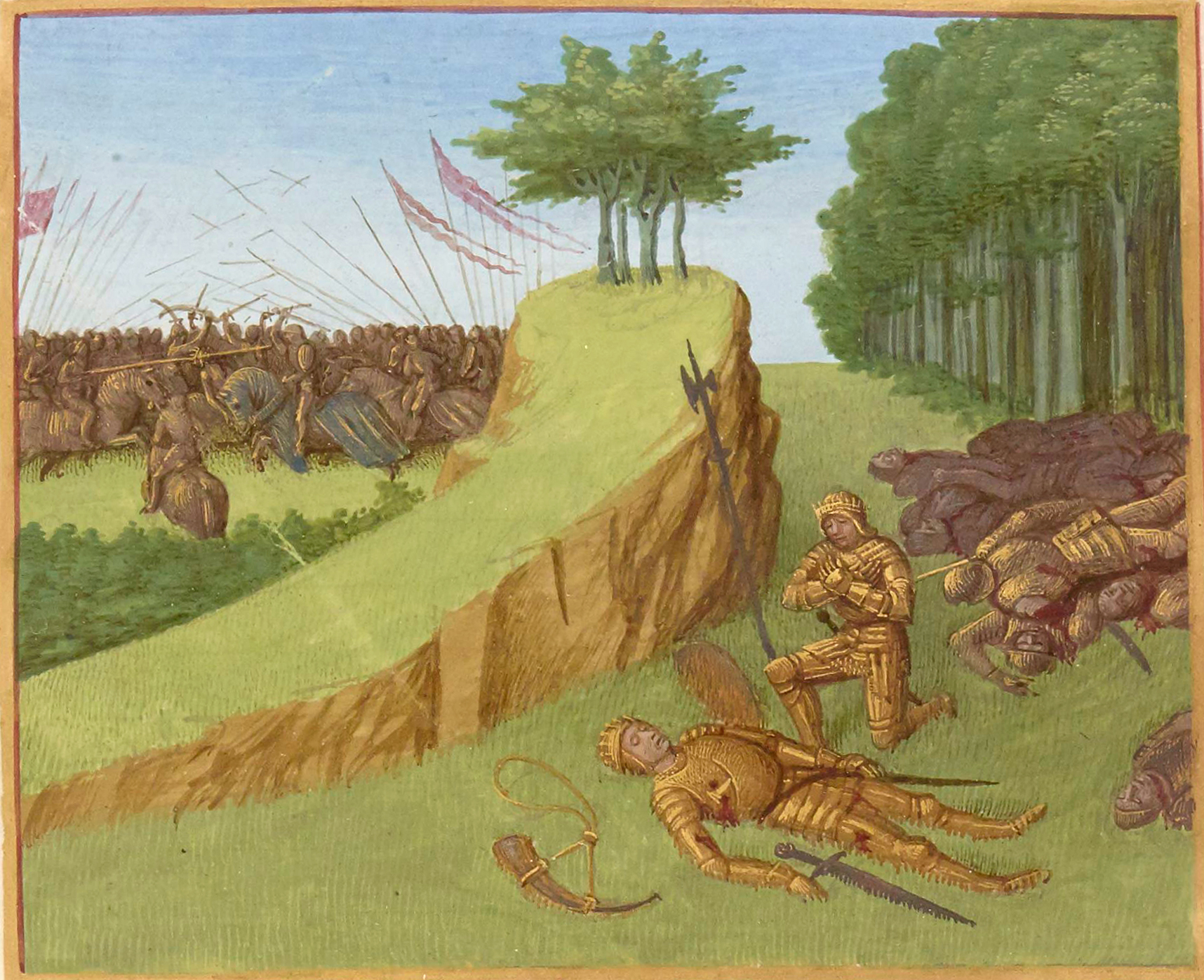
ローランの死

シャルルマーニュには十二勇士（パラディン）と呼ばれる、武勇に秀でた臣下がいた。その1人、ローランは、彼が特に目をかけている甥だった。この時代、サラセン帝国の支配下にあったイベリア半島をキリスト教徒の手に取り戻すべく、シャルルマーニュと十二勇士はイベリア半島に遠征しイスパニアで戦っていた。敗色が濃くなると、サラゴサのサラセン人王マルシル（マルシリウス、マールシーリョ）は、シャルルマーニュと停戦交渉するための使者を派遣し、シャルルマーニュがフランク王国へ帰りアーヘンに戻るならば、マルシル王も共に行き、キリスト教徒に改宗するだろう、そしてまた多くの贈り物を贈ると共に人質を差し出すだろう、と告げた。
サラセン人の降伏を受ける否かで会議はもめた。ローランは、以前にフランク王国から送った二人の使者が殺されていることをあげ、彼らのことは信用できないと意見するが、ガヌロンは好条件だから和睦を受けるべきだと主張した。迷いながらもシャルルマーニュは、降伏を受け入れることに決めるが、そこで新たに返信の使者を誰にするかが問題になった。ネーム、ローラン、オリヴィエ、テュルパンらの4人は自ら行くと進み出る。ところがシャルルマーニュは、彼らに別の誰かを推薦しろと命じる。そこでローランは、智謀に長けた自分の継父であるガヌロンを推す。それを知ったガヌロンは、殺されるかもしれない使者に推されたことで動揺して、ローランの心を疑う。自分が死んだ場合、彼が亡きあとの領地を乗っ取るのではないかと疑心暗鬼に駆られ、ついには激怒し、ローランへの復讐を誓う。 
使者としてガヌロンを迎えたのはサラセンの勇将ブランカンドランだった。彼らはマルシル王のところへ向かう途中で意気投合し、やがてローランを殺す計略を立てた。それは一旦敗北を受け入れた事にして、シャルルマーニュが帰国するところを狙い、その背後からだまし討ちにしようという作戦だった。ガヌロンはマルシル王に、ローランを殺すことが王の今後を安泰にするだろうと話して計略を整えた。そうしてマルシル王から多くの貢ぎ物と人質を受け取ると、ガヌロンは何食わぬ顔でシャルルマーニュの元へと帰った。
シャルルマーニュは、ガヌロンからのマルシル王の返事を受けてフランク王国へ帰ること決めた。そこで、殿軍を誰に任せるかと臣下を集めて相談すると、ガヌロンはかねての計画通りローランを推薦した。何も知らないローランは勇んでその任を受けてしまうが、十二勇将はこぞってローランと運命を共にすることを選んだので、二万人がローランと共に殿軍として残ることになった。残されたローランたちは、その後、サラセン人の大軍が近づいていることに気付いた。そのあまりの人数にオリヴィエは、ローランに角笛を吹いて援軍を呼ぶように求めるが、ローランは虚栄心からそれを断ってしまう。ローランたちの軍は、攻め込むサラセン軍を次々と討ちと取るものの、次から次に襲いかかる新たなマルシル王の軍勢に対して多勢に無勢となって苦しみ、ついに残り60騎となってしまった。十二勇将も次々と倒れてローランも窮地に陥り、しかたなく角笛を吹かざるをえなくなった。計略が露見しそうになり、ガヌロンは場を取り繕おうと試みるが、シャルルマーニュはその行動から彼の裏切りに気づき、ガヌロンを拘束するように命じると、すぐに自ら戦場へと向かった。
ローランは再び戦闘に戻る。彼は、マルシル王がフランク王国の勇士たちを討ち取る様を見て奮起し、王に斬りつけて彼の右の拳を切り落とし、さらにマルシル王の王子ジュルファルーの首も打ち取った。ローランの奮戦ぶりに怖れをなしたサラセン軍は退却する。その後、エチオピア軍の軍勢5万人がやって来る。この戦いでローランは親友オリヴィエを失う。彼は敵に致命傷を与えたが負傷してしまい、最期に彼の妹、ローランの婚約者でもあるオードのことを心配して、ローランによろしく頼むと言って果ててしまう。近づく自らの死を悟ったローランは、最期にローランの裂け目の場所で聖剣デュランダルを岩にたたきつけて粉砕しようとしたが、剣は折れずに岩が真っ二つに裂けてしまった。やっとシャルルマーニュの軍勢がサラセン人たちをなぎ倒して、ついに「モンジョワ!」の勝ちどきが上がった。その時すでに遅く、ローランは大奮闘の末にその生涯を閉じていた。
その後、裏切り者ガヌロンは裁判にかけられ、助命嘆願もあったものの結局は八つ裂きの刑となり、彼の親族もまた処刑された。

### 主な登場人物
フランク王国側
- シャルルマーニュ - フランク王国の王、カール大帝。
- ローラン  - 物語の主人公。シャルルマーニュの甥。フランク王国の辺境伯。十二勇将のひとり。愛剣はデュランダル。勇猛だが、騎士としての矜持が災いし、十二勇将を破滅へと導く。
- オリヴィエ - 十二勇将のひとり。ローランの親友。
- テュルパン - ランスの大司教
- ガヌロン - ローランの継父。フランク王国を裏切り、ローランを死に追いやる。結局裏切りがばれて、彼自身も一族もろとも処刑された。

サラセン帝国側
- マルシル王 - イベリア半島を支配するイスラム王国の王。
- ブランカンドラン - ヴァルフォンドの城主。知謀優れた男で、マルシル王の信頼を受けている。
- バリガン - エジプト王、マルシルの味方

## 史実との比較

750年当時のイベリア半島。黄緑色の部分が、イスラム国家

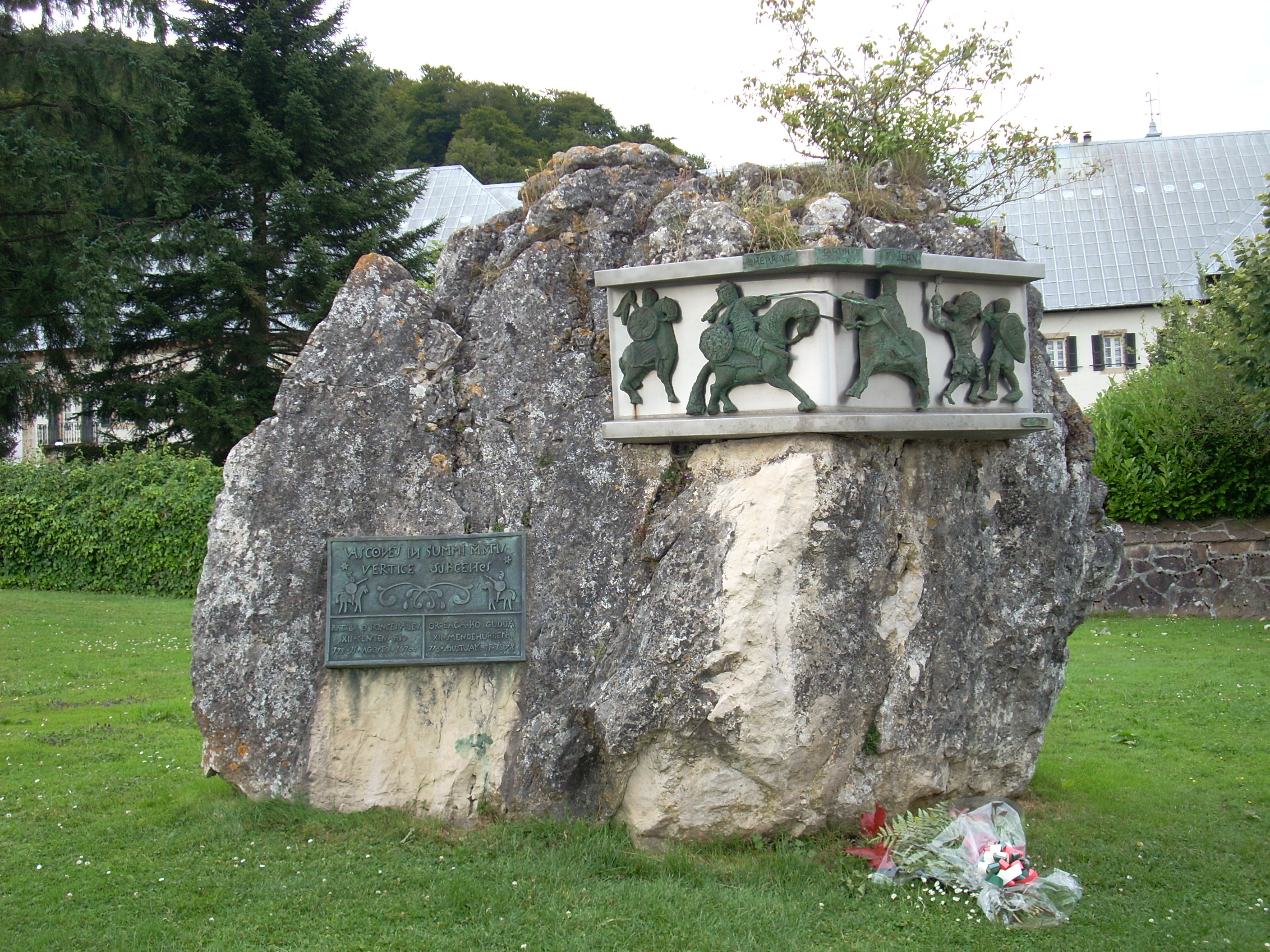
ロンスヴォー峠の記念碑

基本的に778年のロンスヴォーの戦いをめぐる歴史的事実を元にしているが、物語と歴史の事実が異なる部分もある。例えば、歴史上では戦う相手がバスク人とガスコーニュ人
であったのに対し、詩の中ではイスラム教徒に変えられている。その他にも多くの点で恣意的に歴史とは違えられたところがあるとされる。ただしイスラム勢力である後ウマイヤ朝との争いは史実で、『ローランの歌』でもアブド・アッラフマーン1世の戦闘の勝利を賞賛している部分がある。
これは、11世紀という十字軍の時代にイスラム教徒に対抗するキリスト教徒を勇気づける役割をこの歌が担っていたからであり、歴史的事実とは異なるとはいえ、中世の騎士道精神を示す典型的な例になっていると考えられている。
11世紀後半までには、現代のローランの歌は出来上がっていた。しかし伝説によってふくらまされた部分が大きくなって、歴史的な考察は殆ど姿を消していた。例えばこの戦いの時点でシャルルマーニュは36歳であるが、歌の中では白髭を垂らし、終わりなき戦いに長けた人物とされている。
シャルルマーニュの伝記作者であるアインハルトはシャルルマーニュの同時代の人物で、伝記作者のみならず、顧問役としてシャルルマーニュの王子のルイ1世につかえた人物である。アインハルトは、スペイン遠征からフランスへの帰国の途に就いたシャルルマーニュ軍の後衛が、軽装備で有利な地点から襲ったバスク人のために殲滅の悲劇にあったことを伝え、戦死した将の一人としてブリタニア辺境伯（Brittannici limitis praefectus）フルオドランド（Hruodland）の名を挙げている。史実では、そもそもシャルルマーニュがイベリア半島に赴いたのも後ウマイヤ朝に抵抗するムスリム勢力への加勢であり、サラゴサを包囲はしても攻略することなく退却している。アインハルトの著作には、ロンスヴォー峠という名前ではなく、ただピレネー山脈の峠とのみ書かれている。さらに歴史的には、十二人の勇将の名も、当然ガヌロンの名前も確認されていない。
フランク王国年代記（Annales regni Francorum）にも、シャルルマーニュの後衛部隊の虐殺や、ロンスヴォーという記述はなく、歌には登場するマルシル、バリガンという名前も出て来ない。改訂版には、バスクのゲリラ軍が、シャルルマーニュの後衛軍ではなく、全軍と戦ったという記述がみられる。
また、十二勇士は、常に同じ12名ではなく、いくつかの伝説によれば、シャルルマーニュの親友にして、最も信頼できる戦士であった。彼らのことをパラダンもしくはパラディン（Paladin）と呼ぶが、この名称はパラティーヌ（宮中伯）と同義で、イタリア語のパラティーノからの借用例であると思われる。

## 映画
1978年に、クラウス・キンスキー主演で映画化されている。

## 文献・派生文学作品
原語（古フランス語）
- “La Chanson de Roland”. Bibliotheca Augustana. 2019年1月26日時点のオリジナルよりアーカイブ。2019年10月1日閲覧。

英訳
- “The Song of Roland”. Internet History Sourcebooks Project.  フォーダム大学 (1998年). 2019年10月1日時点のオリジナルよりアーカイブ。2019年10月1日閲覧。

邦訳
- 『ロランの歌』有永弘人訳、岩波書店〈岩波文庫 赤501-1〉、1961年1月。ISBN 4-00-325011-7。
- 『ローランの歌』佐藤輝夫訳、筑摩書房〈ちくま文庫〉、1986年10月。ISBN 4-480-02076-4。元版は筑摩書房「世界文学全集」ほか
- 『ロランの歌』神沢栄三訳、白水社〈フランス中世文学集1 信仰と愛と〉、1990年12月。ISBN 4-560-04600-X。

抄訳・編訳著
- 『騎士道』武田秀太郎抄訳、中央公論新社〈単行本〉、2020年1月。ISBN 4-12-005259-1。
- 『ローランの歌』鷲田哲夫著、筑摩書房〈世界の英雄伝説5〉、1990年3月。ISBN 4-480-21105-5。年少者向け

中高ドイツ語による翻案
- コンラート師『ローラントの歌』（ de:Pfaffe Konrad: Das Rolandslied）<1170年後成立>[13]。

19世紀 ドイツの文学作品
- フリードリヒ・フーケ「譚詩ロンセヴァルの谷」（Romanzen vom Thale Ronceval）, Berlin（Realschulbuchhadlung）, 1805[14]
- フリードリヒ・シュレーゲル長編詩「ローラント」（ „Roland, Ein Heldengedicht in Romanzen“）（中心人物はカール大帝） 〔 Poetisches Taschenbuch für das Jahr 1806 von Fr. Schlegel, Berlin（Joh. Fr. Unger）1806.　-  Schlegel, Friedrich: Sämmtliche Werke, Wien（Jakob Mayer u. Co.）, 1823, Bd.8〕[15]
- カール・インマーマン『ロンスヴォーの谷』（„ Das Thal von Ronceval“）1819〔Immermann, Karl: 『悲劇』Trauerspiele, Hamm und Münster（Schulz und Wundermann）, 1822所収〕[16]。